# Infinite...
Infinite... è un brano musicale della cantante giapponese j-pop Beni Arashiro, pubblicato come secondo singolo estratto dall'album Beni il 20 ottobre 2004. Il singolo ha raggiunto la ventiquattresima posizione della classifica Oricon dei singoli più venduti in Giappone, vendendo 10 116 copie. Il brano è stato utilizzato come sigla di chiusura della trasmissione televisiva della TBS Count Down TV.

## Tracce
CD Singolo AVCD-30610
1. Infinite...
2. Flower on the earth
3. Eternal flame
4. Infinite... (Instrumental)
5. Flower on the earth (Instrumental)

Durata totale: 22:35

## Classifiche
| Classifica (2004) | Posizione più alta |
| ----------------- | ------------------ |
| Giappone (Oricon) | 24                 |